# Dilophus surrufus
Dilophus surrufus är en tvåvingeart som beskrevs av Hardy 1982. Dilophus surrufus ingår i släktet Dilophus och familjen hårmyggor. Inga underarter finns listade i Catalogue of Life.